# Gaelic Athletic Association county
Un Gaelic Athletic Association county o County Board è una regione geografica all'interno della Gaelic Athletic Association (GAA), basata sulla divisione tra le Contee dell'Irlanda del 1884. Sebbene le contee siano cambiate da quella data, la suddivisione originaria è rimasta stabile. Ciascun County Board, è responsabile dell'organizzazione degli eventi relativi ai club della propria contea e della promozione continua degli Sport gaelici. L'organizzazione controlla anche le franchige della stessa contea, che disputano match con altre contee. Tuttora, visto il grande senso della contea degli irlandesi, è praticamente improbabile che si verifichino ulteriori cambiamenti.

## Gaelic Athletic Association Counties d'oltremare
Queste " giurisdizioni", che si trovano in terra straniera, coprono vaste aeree geografiche (ve n'è una che ingloba tutta la Scozia). Per quanto riguarda le restanti suddivisioni in terra britannica, non sono definite da divisioni geografiche. Infatti l'Hertfordshire county board controlla, oltre all'Hertfordshire anche Bedfordshire, Cambridgeshire and Oxfordshire.